# Comit I d'Orrù
Comit I d'Orrù   ( - 1116 (Gregorià)) fou jutge d'Arborea, possible net de Marià I de Zori. Encara consta viu el 15 d'octubre de 1102. Va deixar possiblement dues filles: Maria i Elena d'Orrù. Aquesta darrera es va casar amb Gonnari de Serra i foren els pares d'Elena i de Constantí I de Lacon.